# لیگ فوتبال استان خراسان رضوی
لیگ استان خراسان رضوی بالاترین سطح فوتبال در استان خراسان رضوی می‌باشد که در ششمین سطح از فوتبال ایران و بعد از لیگ دسته چهارم فوتبال ایران قرار دارد. قهرمان این جام به مسابقات کشوری لیگ دسته چهارم فوتبال ایران راه می‌یابد و نائب قهرمان جواز حضور در جام حذفی را کسب می‌کند.
این مسابقات بخشی از برنامه ویژه آسیا است.
نکته مهم بازگشت پیام خراسان بعد از سه سال به لیگ های معتبر داخلی است.

## نحوه برگزاری
مسابقات در دو مرحله و بین ۲۰ تیم در دو گروه برگزار می‌شود و قهرمان لیگ به لیگ دسته چهارم فوتبال ایران صعود می‌کند. این مسابقات هر سال توسط هیئت فوتبال استان خراسان رضوی برگزار می‌شود.

## قهرمانان
| سال برگزاری | قهرمان           |
| ----------- | ---------------- |
| ۱۳۶۴        | ابومسلم          |
| ۱۳۶۵        | پیام             |
| ۱۳۶۶        | ابومسلم          |
| ۱۳۶۷        | پیام             |
| ۱۳۶۸        | ابومسلم          |
| ۱۳۶۹        | ابومسلم          |
| ۱۳۷۰        | پیام             |
| ۱۳۷۱        | گچ خراسان        |
| ۱۳۷۲        | ابومسلم          |
| ۱۳۷۳        | پیام             |
| ۱۳۷۴        | آدنیس مشهد       |
| ۱۳۷۵        | انتظام خراسان    |
| ۱۳۷۶        | الکتریک خراسان   |
| ۱۳۷۷        | مشهد دوام        |
| ۱۳۷۸        | پیام             |
| ۱۳۷۹        | انتظام خراسان    |
| ۱۳۸۰        | فجر سپاه خراسان  |
| ۱۳۸۱        | پاس مشهد         |
| ۱۳۸۲        | تربیت خراسان     |
| ۱۳۸۳        | شهرداری مشهد     |
| ۱۳۸۴        | صنعت گاز سرخس    |
| ۱۳۸۵        | شهرداری مشهد     |
| ۱۳۸۶        | پاس مشهد         |
| ۱۳۸۷        | صنعت خراسان      |
| ۱۳۸۸        | دهداری مشهد      |
| ۱۳۸۹        | شهرداری مشهد     |
| ۱۳۹۰        | شهرداری قوچان    |
| ۱۳۹۱        | بام مشهد الرضا   |
| ۱۳۹۲        | آرامش مشهد       |
| ۱۳۹۳        | شهرداری قوچان    |
| ۱۳۹۴        | آرامش مشهد       |
| ۱۳۹۵        | صنعت خراسان      |
| ۱۳۹۶        | پاس مشهد         |
| ۱۳۹۷        | مهاجر نوین مشهد  |
| ۱۳۹۸        | شریعت نوین مشهد  |
| ۱۳۹۹        | خیام بتن نیشابور |
| ۱۴۰۰        | نادر نوین مشهد   |
| ۱۴۰۱        | سفیدجامگان مشهد  |
| ۱۴۰۲        | آرامش مشهد       |
| ۱۴۰۳        | شهباز مشهد       |

## لیست تیم‌های کنونی
گروه اول
- شهباز مشهد
- سرایش مشهد
- امید نیشابور
- ماهان تربت جام
- ضیغمی قوچان
- منتظران تایباد
- میثم مشهد
- مهدیار نیشابور
- استقلال گناباد
- نگین سناباد مشهد

گروه دوم
- پیام مشهد
- صنعت گاز سرخس
- دهداری مشهد
- شاهین تربت حیدریه
- عالی حرفه ای بابک مشهد
- فجر بیدخت گناباد
- سورنات کاشمر
- آفرین مشهد
- خیام بتن نیشابور
- رئیسی نیشابور